# Абубакари Якубу
Абубакари Якубу (на английски: Abubakari Yakubu; 13 декември 1981, Тема – 31 октомври 2017, Тема) – ганайски футболист, играл като полузащитник.
Якубу издъхва в болницата в град Тема на 31 октомври 2017 само на 35 години, след като по-рано през седмицата е приет заради болест..
„Почивай в мир, братко. Първият полузащитник, който ми асистира за дебютния ми гол за Гана през 2003 година“, пише бившият му съотборник Асамоа Гиан.

## Клубна кариера
Абубакари Якубу стартира футболната си кариера в ганайски клуб „Гхапоха Райдерс (Тема)“ от град Тема. През декезври 1999 година Якубу подписва контракт с амстердамския „Аякс“. Дебютира на 19 април 2000 срещу Ден Бош, но в първия си сезон играе само в 5 мача.
През 2002 Якубу вече е шампион на Холандия, а също и носител на холандската купа. Играе за „Аякс“ в 89 официални мача: от тях 65 в шампионата, 20 в еврокупите (в това число 13 мача Шампионската лига), а също и 4 в купата на Холандия. Последната си среща за „Аякс“ играе на 16 май 2004 година срещу „Вилем II“.
През юли 2004 годинаа Якубу е отдаден под наем на „Витес“ от град Арнем. В новия си отбор той бързо става основен играч, където изиграва 31 мача в холандския шампионат. След изтичането на периода под наем подписва четиригодишен договор с „Витес“. През сезон 2006/2007 Якубу играе само в 4 срещи, тъй като през целия сезон се лекува от контузия. През сезон 2007/2008 Якубу се завръща в основния състав и играе в 17 шампионатни мача. Контрактът му с „Витес“ изтича през 2009 година.

## Кариера в националния отбор
Якубу участва в състава на младежкшя Гана U17 (до 17 години) в Световното първенство за младежи през 1997 година в Египет. С него достига до финалната среща, в която отстъпва на националния младежки отбор на Бразилия U17 с резултат 2:1. В мъжкия национален отбор на Гана Абубакари дебютира през 2002 година. През 2006 Якубу участва в купата на африканските нации 2006, но не успява да премине групата си.

## Успехи
„Аякс“
- Ередивиси:
  -  Шампион (2): 2001/02, 2003/04
- Купа на Нидерландия:
  - Носител (1): 2001/02